# Prêmio David Robbins
O Prêmio David Robbins é um prêmio de matemática da Mathematical Association of America (MAA) e da American Mathematical Society (AMS). São concedidos por um trabalho de destaque em álgebra, combinatória ou matemática discreta, com um componente experimental. O tema não deve ser muito especial, e o trabalho deve se destacar por representação clara e explicações simples do problema.
Os prêmios são dotados com 5 mil dólares, concedidos desde 2007 a cada 3 anos. São denominados em memória de David Robbins, um matemático do Institute for Defense Analyses.

## Premiados (Prêmio Robbins MAA)
- 2014: Frederick V. Henle and James M. Henle Squaring the plane, The American Mathematical Monthly, 115:3-12, 2008.
- 2011: Mike Paterson, Yuval Peres, Mikkel Thorup, Peter Winkler, Uri Zwick, Overhang, The American Mathematical Monthly, 116:19-44, 2009 (Online) und Maximum Overhang, The American Mathematical Monthly, 116:763-787, 2009 (Online) [1].
- 2008: Neil Sloane The on-line encyclopedia of integer sequences[2], Notices of the American Mathematical Society, 50:912-915, 2003.

## Premiados (Prêmio Robbins AMS)
- 2016: Manuel Kauers, Christoph Koutschan and Doron Zeilberger Proof of George Andrews's and David Robbins's q-TSPP conjecture[3], Proceedings of the National Academy of Sciences (PNAS) 108(6):2196–2199.
- 2013: Alexander Razborov On the minimal density of triangles in graphs[4], Combinatorics, Probability and Computing 17(4):603-618, 2008.
- 2010: Ileana Streinu Pseudo-triangulations, rigidity and motion planning, Discrete & Computational Geometry 34(4):587-635, 2005.
- 2007: Samuel P. Ferguson and Thomas C. Hales A proof of the Kepler conjecture, Annals of Mathematics, 162:1065-1185, 2005.